# Большой пирс (Уэстон-сьюпер-Мэр)
Большой пирс (англ. Weston-super-Mare Grand Pier) — это пирс в английском городе Уэстон-Сьюпер-Мэр. Он находится на Бристольском заливе в 29 километрах к юго-западу от Бристоля. В городе также есть ещё 2 пирса. Пирс дважды в истории серьёзно пострадал от пожара: 13 января 1930 и 28 июля 2008 года.

## История

### Строительство
Строительство пирса началось в ноябре 1903 и закончилось в июне 1904. На пирсе находились театр (на 2000 мест), павильон, киоски и магазины. Пирс располагался в центре города рядом с железной дорогой. Через несколько лет была построена пристань. Напротив театра была построена эстрада для оркестра.

### Первый пожар
13 января 1930 года театр и значительная часть пирса сильно пострадали от пожара.

### Реконструкция

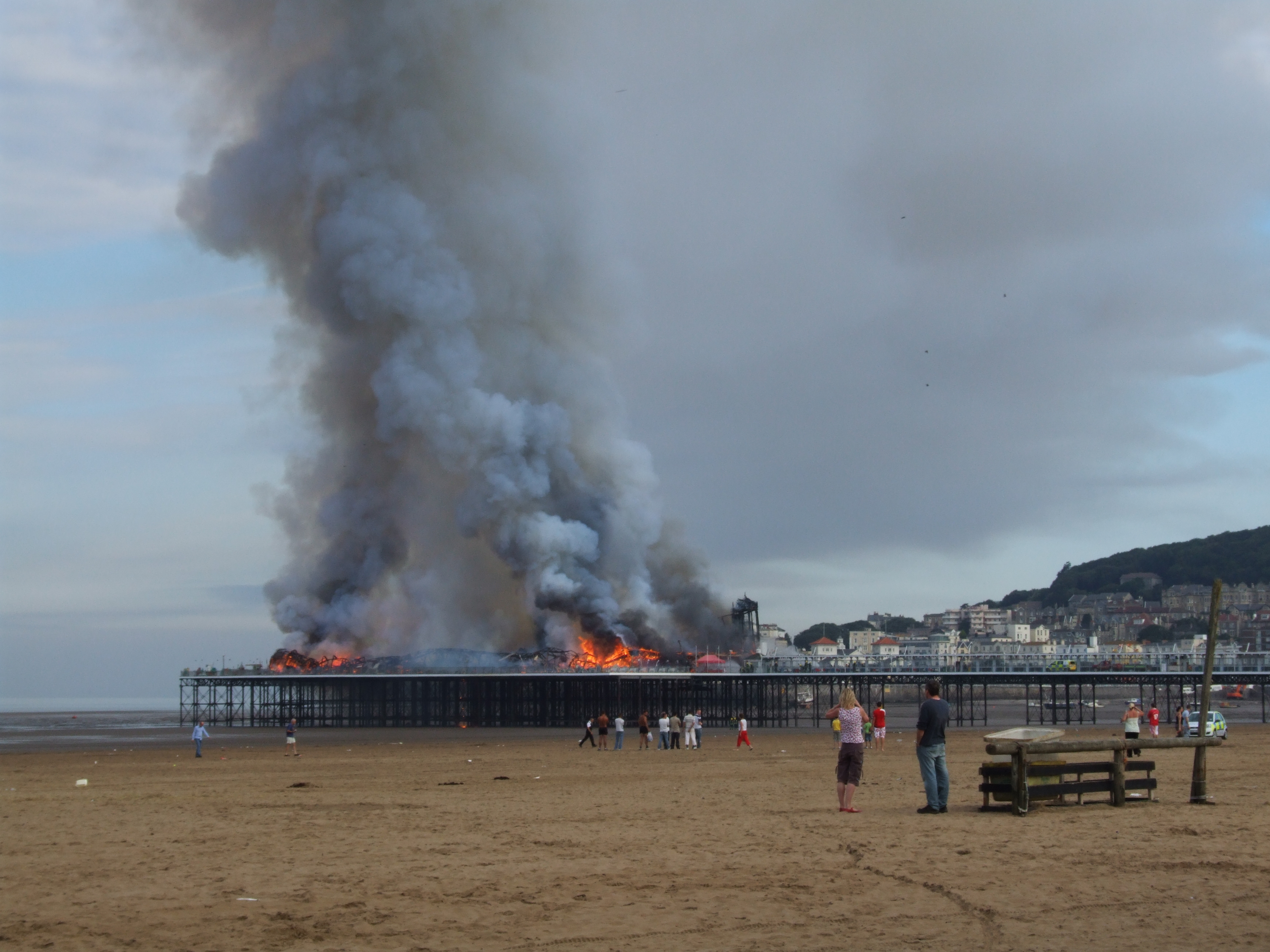
Второй пожар

После пожара доходы местных владельцев отелей и ресторатов заметно упали. Через три года пирс был восстановлен. В 2001 году пирс выиграл премию «Пирс года» Национальной ассоциации пирсов.

### Второй пожар
28 июля 2008 года пирс снова загорелся. До этого в городе стояла жаркая погода, накануне был установлен температурный рекорд года. Пожар уничтожил основные конструкции на пирсе примерно за час. Шесть пожарных расчетов пытались потушить огонь. Владелец пирса Кэрри Майкл пообещал, что пирс обязательно будет восстановлен . На данный момент причины пожара не установлены.

## Внешние ссылки
- Newsru:Исторический пирс Британии сгорел по неизвестным причинам
- Газета.ру: В Великобритании сгорел знаменитый курортный комплекс